# Tjekkiets U/18-fodboldlandshold
Tjekkiets U/18-fodboldlandshold består af tjekkiske fodboldspillere, som er under 18 år og administreres af Českomoravský fotbalový svaz.